# Monti Pilis

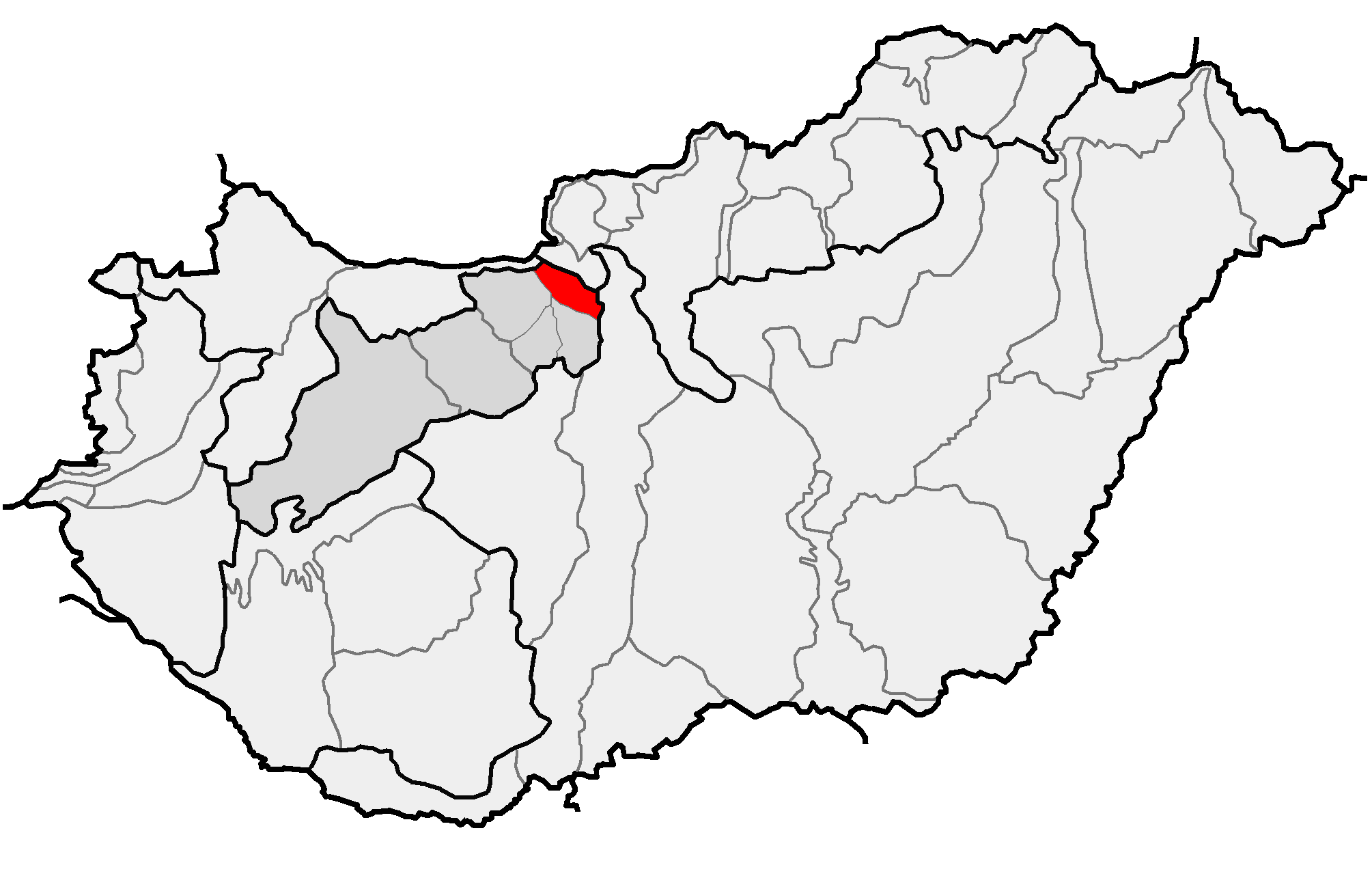

I Monti Pilis (ungherese: Pilis hegység) si trovano in Ungheria settentrionale, presso l'Ansa del Danubio. Fanno parte delle Montagne del Transdanubio, il monte più alto è il Pilis-tető che misura 757 metri ed è anche la cima più alta delle Montagne del Transdanubio.

## Geografia
I Monti Pilis costituiscono, insieme ai Monti di Visegrád, la punta più settentrionale delle Montagne del Transdanubio. Intorno ad essi il Danubio disegna la sua ansa passando dalla direzione ovest->est alla direzione nord->sud.
Le cime più importanti sono:
- Pilis-tető (756 m)
- Nagy-Bodzás-hegy (717 m)
- Nagy-Szoplák (710 m)
- Kis-Szoplák (686 m)
- Vaskapu-hegy (651 m)

Le città e i paesi più importanti della zona sono:
- Pilisszentkereszt;
- Kesztölc;
- Csobánka;
- Pilisvörösvár;
- Pilisszántó.

I Monti Pilis, insieme alle aree circostanti dei Monti Visegrád, dei monti Börzsöny, della valle del Danubio da Visegrád fino alla punta meridionale dell'Isola di Szentendre e la valle del fiume Ipoly, fanno parte del Parco Nazionale del Danubio-Ipoly.

## Turismo
I monti Pilis presentano notevoli attrattative sia in termini di bellezza naturali e paesaggistiche che culturali. La zona è di natura calcarea e presenta quindi le classiche formazioni carsiche costituite da ripide scogliere e profonde grotte, oltre che una ampia varieta di flora e fauna. Fra i luoghi di interesse culturale i più importanti sono la cappella nella foresta di Pilisvörösvár, la chiesa del pellegrinaggio di Csobánka, il monastero cistercense di Pilisszentkereszt, e i resti del monastero paolino di Kesztölc.
I Monti Pilis sono sul percorso ungherese del Sentiero Europeo E4.